# 2007 na televisão brasileira
A seguir há uma lista de eventos relacionados à televisão brasileira em 2007. Os eventos listados incluem estreias, cancelamentos e finais de programas de televisão; lançamento, encerramento e rebrandings de canais; estações locais mudando de afiliação de rede; e informações sobre controvérsias e disputas de carregamento.

## Eventos notáveis

### Janeiro
| Data | Evento |
| ---- | --- |
| 1.º  | As principais redes de televisão do Brasil realizam a cobertura da posse do segundo mandato do presidente Lula, ao vivo de Brasília, Distrito Federal. |
| 7—28 | A Rede Bandeirantes transmite o Campeonato Sul-Americano de Futebol Sub-20 de 2007.                                                                    |

### Fevereiro
| Data | Evento |
| ---- | --- |
| 21   | A Central Record de Comunicação anuncia a compra do Sistema Guaíba-Correio do Povo, que controla a TV Guaíba de Porto Alegre, Rio Grande do Sul. |

### Março
| Data | Evento |
| ---- | --- |
| 1    | Após a fusão, parte da base de assinantes da DirecTV Brasil são transferidos para a Sky Brasil, encerrando assim a união chamada Sky+DirecTV.                |
| 5    | Na Rede Record, o Praça no Ar e o Praça Record ganham novas vinhetas de abertura e grafismos, respectivamente.                                               |
| 5    | Na Rede Record, o SP no Ar e SP Record mudam suas vinhetas.                                                                                                  |
| 5    | Na Rede Record, Luciana Liviero assume a bancada do Fala Brasil, no lugar de Janine Borba. O telejornal também estreia nova vinheta de abertura e grafismos. |
| 5    | Na Rede Record, o Hoje em Dia ganha nova vinheta de abertura e grafismos.                                                                                    |
| 24   | A Rede Bandeirantes exibe a 52.ª edição do Miss São Paulo.                                                                                                   |

### Abril
| Data | Evento                                                                                                 |
| ---- | --- |
| 9    | Na Rede Globo, o Mais Você ganha nova vinheta de abertura e grafismos.                                 |
| 9    | Na Rede Globo, o TV Xuxa ganha novo cenário, vinheta de abertura e grafismos.                          |
| 9    | Na Rede Globo, a versão infantil do TV Xuxa muda de vinheta de abertura, logotipo, gráficos e cenário. |
| 9    | Na Rede Globo, o Vídeo Show ganha nova vinheta de abertura e grafismos.                                |
| 14   | Na Rede Globo, o Zorra Total ganha nova vinheta de abertura e grafismos.                               |
| 14   | A Rede Bandeirantes exibe a 53.ª edição do Miss Brasil.                                                |

### Junho
| Data    | Evento                                                                                   |
| ------- | ---------------------------------------------------------------------------------------- |
| 26—15/7 | A Rede Globo, Rede Bandeirantes, SporTV e ESPN Brasil transmitem a Copa América de 2007. |

### Julho
| Data  | Evento |
| ----- | --- |
| 12—29 | A Rede Globo, Rede Record, Rede Bandeirantes, SporTV, ESPN Brasil e BandSports transmitem os Jogos Pan-Americanos de 2007. |

### Setembro
| Data | Evento |
| ---- | --- |
| 9    | Na Rede Globo, o Fantástico ganha novo cenário. |
| 24   | Na TV Cultura, Raul Lores e Michele Dufour assumem a bancada do Jornal da Cultura. O telejornal também estreia nova vinheta de abertura, cenário e grafismos. |

### Outubro
| Data | Evento |
| ---- | --- |
| 1.º  | As telenovelas Dance Dance Dance da Rede Bandeirantes e Duas Caras da Rede Globo, são as primeiras novelas produzidas e exibidas em alta definição no Brasil.       |
| 29   | A Telefônica Brasil adquire 49% de participação acionária minoritária na TVA, dividindo o controle com o Grupo Abril com 51% de participação acionária maioritária. |

### Novembro
| Data | Evento                                                       |
| ---- | ------------------------------------------------------------ |
| 8    | A Rede Bandeirantes transmite a 8.ª edição do Grammy Latino. |

### Dezembro
| Data | Evento |
| ---- | --- |
| 2    | As emissoras de televisão exibem pronunciamento e lançamento da televisão digital no Brasil.                     |
| 2    | A RedeTV! estreia sua nova identidade visual.                                                                    |
| 2    | A Rede Record estreia sua identidade visual.                                                                     |
| 3    | Na Rede Bandeirantes, o Jornal da Band ganha novo cenário, grafismos e vinheta de abertura.                      |
| 26   | Na Rede Globo, o Vídeo Show Retrô ganha novas vinhetas de abertura e gráficos.                                   |
| 26   | Na Rede Globo, Glória Maria deixa o comando do Fantástico, sendo substituída interinamente por Renata Ceribelli. |

## Programas

### Janeiro
- 1.º de janeiro
  - Estreia Chaves em Desenho Animado no SBT.
  - Estreia A Vida é um Jogo no SBT.
  - Reestreia O Diário de Daniela no SBT.
  - Reestreia Marisol no SBT.
  - Estreia Jornal da Massa no SBT.
- 2 de janeiro — Estreia Amazônia, de Galvez a Chico Mendes na Rede Globo.
- 6 de janeiro — Termina Record Esporte Motor na Rede Record.
- 9 de janeiro — Estreia da 7.ª temporada do Big Brother Brasil na Rede Globo.
- 10 de janeiro — Estreia Casal Neura na MTV Brasil.
- 12 de janeiro — Termina a 13.ª temporada de Malhação na Rede Globo.
- 15 de janeiro — Estreia da 14.ª temporada de Malhação na Rede Globo.
- 17 de janeiro — Estreia Bola no Chão na Rede Bandeirantes.
- 22 de janeiro — Estreia Band Esporte Clube na Rede Bandeirantes.
- 26 de janeiro
  - Termina Chocolate com Pimenta no Vale a Pena Ver de Novo na Rede Globo.
  - Termina Boa Noite Brasil na Rede Bandeirantes.
- 27 de janeiro — Termina Sabadaço na Rede Bandeirantes.
- 29 de janeiro — Reestreia Era uma Vez... no Vale a Pena Ver de Novo na Rede Globo.

### Fevereiro
- 2 de fevereiro — Termina Esporte Total na Rede Bandeirantes.
- 5 de fevereiro
  - Estreia Jogo Aberto na Rede Bandeirantes.
  - Termina Ver para Crer no SBT.
- 10 de fevereiro — Termina A Vida é um Jogo no SBT.
- 12 de fevereiro — Estreia Desaparecidos no SBT.
- 26 de fevereiro — Estreia Tele Seriados no SBT.

### Março
- 2 de março — Termina Páginas da Vida na Rede Globo.
- 5 de março — Estreia Paraíso Tropical na Rede Globo.
- 21 de março — Estreia Luz do Sol na Rede Record.
- 22 de março — Termina Covernation na MTV Brasil.
- 23 de março
  - Termina Sessão Desenho no SBT.
  - Termina A Hora Warner no SBT.
  - Termina A Feia Mais Bela no SBT.
  - Termina Marisol no SBT.
- 25 de março — Estreia Estúdio Coca-Cola na MTV Brasil.
- 26 de março
  - Estreia Maria Esperança no SBT.
  - Estreia Mundo de Feras no SBT.
  - Estreia Destilando Amor no SBT.
  - Estreia SBT Realidade no SBT.
  - Estreia MTV + na MTV Brasil.
- 30 de março — Estreia Curtindo com Reais no SBT.
- 31 de março — Estreia Viva a Noite no SBT.

### Abril
- 3 de abril — Termina a 7.ª temporada do Big Brother Brasil na Rede Globo.
- 9 de abril
  - Estreia da 7.ª temporada do Sítio do Picapau Amarelo na Rede Globo.
  - Intercine Brasil passa a se chamar Sessão Brasil na Rede Globo.
- 12 de abril — Estreia da 7.ª temporada de A Grande Família na Rede Globo.
- 15 de abril — Termina Rei Majestade no SBT.
- 20 de abril — Termina Destilando Amor no SBT.
- 23 de abril — Estreia Os Vegetais no SBT.
- 24 de abril — Estreia A Grande Chance na Rede Bandeirantes.
- 25 de abril — Termina  Os Vegetais no SBT.
- 26 de abril — Reestreia A Escolinha do Golias no SBT.
- 27 de abril — Reestreia Som Brasil na Rede Globo.

### Maio
- 4 de maio — Termina Era uma Vez... no Vale a Pena Ver de Novo na Rede Globo.
- 5 de maio — Termina Sessão Premiada no SBT.
- 7 de maio
  - Reestreia As Pupilas do Senhor Reitor no SBT.
  - Reestreia Da Cor do Pecado no Vale a Pena Ver de Novo na Rede Globo.
- 9 de maio — Termina O Diario de Daniela no SBT.
- 11 de maio — Termina O Profeta na Rede Globo.
- 14 de maio — Estreia Eterna Magia na Rede Globo.
- 18 de maio — Termina TV Kids na RedeTV!.
- 25 de maio — Termina Pra Valer na Rede Bandeirantes.
- 28 de maio — Estreia Zorro, A Espada e a Rosa na Rede Record.

### Junho
- 1 de junho — Termina Alta Estação na Rede Record.
- 8 de junho
  - Termina Paixões Proibidas na Rede Bandeirantes.
  - Termina Minha Nada Mole Vida na Rede Globo.
- 11 de junho — Reestreia Márcia na Rede Bandeirantes.
- 12 de junho — Estreia A Pedra do Reino na Rede Globo.
- 15 de junho
  - Termina De Olho nas Estrelas na Rede Bandeirantes.
  - Termina Pé na Jaca na Rede Globo.
- 18 de junho
  - Estreia Atualíssima na Rede Bandeirantes.
  - Estreia Sete Pecados na Rede Globo.
- 22 de junho — Termina Mundo de Feras no SBT.
- 23 de junho
  - Estreia 50 por 1 na Rede Record.
  - Termina Vídeo Gol na Rede Record.
- 25 de junho — Reestreia A Usurpadora no SBT.

### Julho
- 2 de julho
  - Estreia Carrossel Animado no SBT.
  - Estreia MTV5 na MTV Brasil.
- 8 de julho — Termina Sob Nova Direção na Rede Globo.
- 31 de julho — Termina A Diarista na Rede Globo.

### Agosto
- 3 de agosto
  - Termina As Pupilas do Senhor Reitor no SBT.
  - Termina Megaliga MTV de VJs Paladinos na MTV Brasil.
- 6 de agosto — Estreia Amigas & Rivais no SBT.
- 7 de agosto
  - Estreia Toma Lá, Dá Cá na Rede Globo.
  - Termina Maria Esperança no SBT.
- 12 de agosto — Termina 50 por 1 na Rede Record.
- 15 de agosto — Estreia Donas de Casa Desesperadas na RedeTV!.
- 17 de agosto — Termina Jornal da Massa no SBT.
- 20 de agosto — Estreia Chiquititas no SBT.
- 23 de agosto — Estreia Quem Perde, Ganha no SBT.
- 24 de agosto — Termina RedeTV! Esporte na RedeTV!.
- 25 de agosto — Estreia Nem Apal, Juvenal na Rede Record.
- 27 de agosto
  - Estreia Notícias das 6 na RedeTV!.
  - Termina Vidas Opostas na Rede Record.
- 28 de agosto — Estreia Caminhos do Coração na Rede Record.

### Setembro
- 4 de setembro
  - Estreia Descarga MTV na MTV Brasil.
  - Estreia The Jorges na MTV Brasil.
  - Estreia Rockstar Ghost na MTV Brasil.
- 16 de setembro — Estreia Domingo Animado no SBT.
- 20 de setembro — Termina Rockstar Ghost na MTV Brasil.
- 21 de setembro
  - Termina Cultura Meio-Dia na TV Cultura.
  - Termina Cultura Noite na TV Cultura.
- 23 de setembro — Estreia Você É Mais Esperto que um Aluno da Quinta Série? no SBT.
- 27 de setembro — Estreia Record News Brasil na Record News.
- 28 de setembro
  - Estreia Hora News na Record News.
  - Estreia Página 1 na Record News.
  - Reestreia Zapping na Record News.
  - Estreia Economia e Negócios na Record News.
  - Estreia Record News Sudeste na Record News.
  - Termina Paraíso Tropical na Rede Globo.

### Outubro
- 1.º de outubro
  - Estreia SBT Manchetes no SBT.
  - Estreia Duas Caras na Rede Globo.
  - Estreia Dance Dance Dance na Rede Bandeirantes.
- 8 de outubro
  - Estreia Pé na Rua na TV Cultura.
  - Termina Zorro, A Espada e a Rosa na Rede Record.
- 9 de outubro — Reestreia Essas Mulheres na Rede Record.
- 14 de outubro — Estreia Cambalhota na TV Cultura.
- 19 de outubro — Termina Antônia na Rede Globo.
- 23 de outubro — Estreia O Jogador na Rede Record.
- 29 de outubro — Estreia Vila Sésamo na TV Cultura.
- 30 de outubro — Reestreia Fantasia no SBT.
- 31 de outubro — Termina Essas Mulheres na Rede Record.

### Novembro
- 2 de novembro
  - Termina Eterna Magia na Rede Globo.
  - Estreia O Sistema na Rede Globo.
- 5 de novembro
  - Estreia Desejo Proibido na Rede Globo.
  - Termina SBT Manchetes no SBT.
- 10 de novembro — Reestreia Maria do Bairro no SBT.
- 13 de novembro — Termina A Usurpadora no SBT.
- 16 de novembro — Termina Da Cor do Pecado no Vale a Pena Ver de Novo na Rede Globo.
- 19 de novembro — Reestreia Coração de Estudante no Vale a Pena Ver de Novo na Rede Globo.
- 20 de novembro
  - Termina Luz do Sol na Rede Record.
  - Estreia Amor e Intrigas na Rede Record.
- 24 de novembro — Termina Quem Perde, Ganha no SBT.

### Dezembro
- 3 de dezembro — Estreia Repórter Brasil na TV Brasil.
- 6 de dezembro — Termina Linha Direta na Rede Globo.
- 7 de dezembro
  - Termina Sítio do Picapau Amarelo na Rede Globo.
  - Termina Beija Sapo na MTV Brasil.
  - Termina O Sistema na Rede Globo.
- 13 de dezembro
  - Termina Você É Mais Esperto que um Aluno da Quinta Série? no SBT.
  - A Rede Record exibe o especial Mestres do Ilusionismo.
- 16 de dezembro — Termina Mandrake na HBO Brasil.
- 20 de dezembro
  - Termina a 7.ª temporada de A Grande Família na Rede Globo.
  - Termina Casal Neura na MTV Brasil.
  - A Rede Record exibe o especial Louca Família.
- 21 de dezembro
  - Termina a temporada 2007 do Globo Repórter na Rede Globo.
  - A Rede Globo exibe o especial Os Amadores.
- 22 de dezembro — Termina Curtindo com Reais no SBT.
- 25 de dezembro — A Rede Globo exibe o Roberto Carlos Especial.
- 26 de dezembro — A Rede Globo exibe o Vídeo Show Retrô 2007.
- 27 de dezembro — Termina MTV5 na MTV Brasil.
- 28 de dezembro
  - Termina Jornal da MTV na MTV Brasil.
  - Termina Jornal 24 Horas na Rede Record.
  - A Rede Globo exibe a sua Retrospectiva 2007.
- 29 de dezembro
  - A Rede Globo exibe o especial O Segredo da Princesa Lili.
  - Termina Viva a Noite no SBT.
- 31 de dezembro — A Rede Globo exibe o Show da Virada.

## Emissoras

### Fundações
| Data           | Emissora                 | Cidade, UF                       | Notas | Ref.                |
| -------------- | ------------------------ | -------------------------------- | --- | ------------------- |
| 20 de janeiro  | Esporte Interativo       | Rio de Janeiro, RJ               | Primeiro canal de televisão aberta de esportes no país controlado pela TopSport | [carece de fontes?] |
| 1.º de abril   | Sci Fi Channel           | São Paulo, SP                    | Canal de televisão por assinatura voltado para produções de ficção científica, programado pela NBCUniversal, em parceria com a Fox International Channels                             | [carece de fontes?] |
| 7 de abril     | Rede Brasil de Televisão | Campo Grande, Mato Grosso do Sul | Rede de televisão aberta controlado pelo empresário Marcos Tolentino da Silva | [carece de fontes?] |
| 17 de abril    | TV Jornal do Brasil      | Rio de Janeiro, RJ               | Emissora de televisão aberta controlada pela Companhia Brasileira de Multimídia. A emissora era afiliada à CNT                                                                        | [ 7 ]               |
| 6 de junho     | TV Assembleia (Piauí)    | Teresina, Piauí                  | Emissora de televisão mantida pela Assembleia Legislativa do Piauí | [carece de fontes?] |
| 15 de junho    | TV Mais                  | Cuiabá, Mato Grosso              | Emissora de televisão mantida pela Fundação Altamiro Galindo. Afiliada à TV Cultura                                                                                                   | [carece de fontes?] |
| 21 de junho    | TV Liberdade             | Juína, Mato Grosso               | Emissora de televisão pertencente à Juara Radiotelevisão. Afiliada ao SBT | [carece de fontes?] |
| 27 de junho    | UCG TV                   | Goiânia, Goiás                   | Emissora de televisão mantida pela Universidade Católica de Goiás. Afiliada à TV Aparecida                                                                                            | [carece de fontes?] |
| 9 de julho     | TV O Povo                | Fortaleza, Ceará                 | Emissora de televisão pertencente ao Grupo de Comunicação O Povo | [carece de fontes?] |
| 13 de julho    | TV dos Vales             | Coronel Fabriciano, Minas Gerais | Emissora do Grupo Coelho Diniz, sendo afiliada à Rede Record | [ 8 ]               |
| 29 de julho    | FizTV                    | São Paulo, SP                    | Canal de televisão por assinatura voltado para a exibição de vídeos da internet, programado pela Abril Radiodifusão                                                                   | [ 9 ]               |
| 6 de agosto    | FashionTV Brasil         | São Paulo, SP                    | Canal de televisão por assinatura voltado para o mundo da moda, programado pela Turner Broadcasting System Latin America                                                              | [carece de fontes?] |
| 13 de agosto   | RIT Notícias             | São Paulo, SP                    | Canal de televisão por assinatura especializada em notícias pertencente a Fundação Internacional de Comunicação                                                                       | [carece de fontes?] |
| 27 de setembro | Record News              | São Paulo, SP                    | Primeiro canal de televisão aberta de notícias no país controlado pela Central Record de Comunicação                                                                                  | [ 10 ]              |
| 27 de setembro | Record News Araraquara   | Araraquara, São Paulo            | Primeiro canal de televisão aberta de notícias no país controlado pela Central Record de Comunicação                                                                                  | [ 10 ]              |
| 1.º de outubro | Ideal TV                 | São Paulo, SP                    | Canal de televisão por assinatura voltado para o mundo dos negócios, programado pela Abril Radiodifusão                                                                               | [carece de fontes?] |
| 2 de dezembro  | TV Brasil                | Brasília, Distrito Federal       | Rede de televisão pública controlada pela recém-criada Empresa Brasil de Comunicação                                                                                                  | [ 11 ]              |
| 2 de dezembro  | TV Brasil Capital        | Brasília, Distrito Federal       | Rede de televisão pública controlada pela recém-criada Empresa Brasil de Comunicação                                                                                                  | [ 11 ]              |
| 2 de dezembro  | TV Brasil Rio de Janeiro | Rio de Janeiro, RJ               | Rede de televisão pública controlada pela recém-criada Empresa Brasil de Comunicação                                                                                                  | [ 11 ]              |
| 2 de dezembro  | TV Brasil São Paulo      | São Paulo, SP                    | Rede de televisão pública controlada pela recém-criada Empresa Brasil de Comunicação                                                                                                  | [ 11 ]              |
| 2 de dezembro  | Globosat HD              | Rio de Janeiro, RJ               | Primeiro canal de televisão por assinatura em alta definição programado pelo Globosat. O canal era responsável por exibir programas em HD transmitidas por cada canal da programadora | [ 12 ]              |
| 17 de dezembro | TV Sertãozinho           | Sertãozinho, São Paulo           | Emissora de televisão pertencente ao Grupo Agora de Comunicação. Afiliada à TV Brasil                                                                                                 | [carece de fontes?] |

### Extinções
| Data           | Emissora            | Cidade, UF                 | Notas | Ref.                |
| -------------- | ------------------- | -------------------------- | --- | ------------------- |
| 17 de setembro | TV Jornal do Brasil | Rio de Janeiro, RJ         | Devido a problemas financeiros da sua controladora, a Companhia Brasileira de Multimídia, a emissora encerrou suas atividades em agosto. A TV JB foi relançada e firmou uma parceria com a recém-criada Rede Brasil de Televisão para a transmissão da sua programação, mais tarde encerraria suas atividades pela segunda vez | [ 13 ]              |
| 27 de setembro | Rede Mulher         | Araraquara, São Paulo      | O canal foi substituído pelo Record News | [carece de fontes?] |
| 2 de dezembro  | TVE Brasil          | Rio de Janeiro, RJ         | O canal era ligado à Associação de Comunicação Educativa Roquette Pinto, mas foi substituída pela TV Brasil | [ 11 ]              |
| 2 de dezembro  | TV Nacional         | Brasília, Distrito Federal | O canal era ligado à Radiobrás, mas foi substituída pela TV Brasil Capital | [ 11 ]              |
| 7 de dezembro  | TV Lajeado          | Palmas, Tocantins          | O canal pertencia à Sistema de Comunicação Rio Bonito e era afiliada à Rede Record | [carece de fontes?] |

### Rebrandings
| Data          | Emissora     | Cidade, UF         | Notas                                | Ref.   |
| ------------- | ------------ | ------------------ | ------------------------------------ | ------ |
| 2 de dezembro | TVE Maranhão | São Luís, Maranhão | Passa a se chamar TV Brasil Maranhão | [ 11 ] |

### Trocas de afiliação
| Data            | Emissora               | Cidade, UF                      | Afiliação anterior | Afiliação nova | Notas | Ref.                |
| --------------- | ---------------------- | ------------------------------- | ------------------ | -------------- | --- | ------------------- |
| 12 de fevereiro | TV Alagoas             | Maceió, Alagoas                 | Rede Bandeirantes  | SBT            | Depois de quase 8 anos transmitindo o sinal da rede, a emissora volta a retransmitir a programação do SBT em sua segunda passagem. A TV Alagoas já retransmitiu a programação dessa rede desde a sua estreia em 1982 até 1984 | [ 14 ]              |
| 1.º de julho    | TV Pampa Porto Alegre  | Porto Alegre, Rio Grande do Sul | Rede Record        | RedeTV!        | Após a aquisição da TV Guaíba pelo Grupo Record, a emissora encerrou sua segunda passagem pela rede e deixou de retransmitir a programação voltando para a RedeTV!. A emissora já retransmitiu a programação da rede entre janeiro e abril de 2003 | [ 15 ]              |
| 1.° de setembro | TV A Crítica           | Manaus, Amazonas                | SBT                | Rede Record    | Após 26 anos de parceria, a emissora do Grupo Calderaro de Comunicação decidiu encerrar a parceria com o SBT por constantes insatisfações com a mudança de programação do canal de Silvio Santos devido a baixa audiência destes, migrando para a Rede Record, que vivia a sua melhor fase nacionalmente e estava insatisfeita com a programação local da TV Manaus, que passava por uma crise financeira e jurídica, causando o sucateamento da emissora de Sérgio Bringel e Marcelo Neves, que acabou optando por se afiliar ao SBT | [carece de fontes?] |
| 1.° de setembro | TV Manaus              | Manaus, Amazonas                | Rede Record        | SBT            | Após 26 anos de parceria, a emissora do Grupo Calderaro de Comunicação decidiu encerrar a parceria com o SBT por constantes insatisfações com a mudança de programação do canal de Silvio Santos devido a baixa audiência destes, migrando para a Rede Record, que vivia a sua melhor fase nacionalmente e estava insatisfeita com a programação local da TV Manaus, que passava por uma crise financeira e jurídica, causando o sucateamento da emissora de Sérgio Bringel e Marcelo Neves, que acabou optando por se afiliar ao SBT | [carece de fontes?] |
| 1.° de setembro | TV A Crítica Parintins | Parintins, Amazonas             | SBT                | Rede Record    | Após 26 anos de parceria, a emissora do Grupo Calderaro de Comunicação decidiu encerrar a parceria com o SBT por constantes insatisfações com a mudança de programação do canal de Silvio Santos devido a baixa audiência destes, migrando para a Rede Record, que vivia a sua melhor fase nacionalmente e estava insatisfeita com a programação local da TV Manaus, que passava por uma crise financeira e jurídica, causando o sucateamento da emissora de Sérgio Bringel e Marcelo Neves, que acabou optando por se afiliar ao SBT | [carece de fontes?] |

## Nascimentos
| Data           | Nome                | Notas | Ref.                |
| -------------- | ------------------- | --- | ------------------- |
| 26 de janeiro  | João Pedro Delfino  | Ator, cantor, músico e dublador. Seu principal trabalho na televisão foi na telenovela Poliana Moça       | [carece de fontes?] |
| 27 de janeiro  | Kauan Siqueira      | Ator. Trabalhos notáveis incluem As Aventuras de Poliana e Poliana Moça                                   | [carece de fontes?] |
| 27 de janeiro  | Vinícius Siqueira   | Ator. Trabalhos notáveis incluem As Aventuras de Poliana e Poliana Moça                                   | [carece de fontes?] |
| 6 de março     | Natthália Gonçalves | Atriz. Trabalhos notáveis incluem A Terra Prometida, O Tempo Não Para e Gênesis                           | [carece de fontes?] |
| 19 de maio     | Valentina Oliveira  | Atriz, cantora e dubladora. Seu principal trabalho na televisão foi na telenovela As Aventuras de Poliana | [carece de fontes?] |
| 2 de julho     | Alana Cabral        | Atriz. Trabalhos notáveis incluem Verão 90, Nos Tempos do Imperador e Guerreiros do Sol                   | [carece de fontes?] |
| 17 de setembro | Laura Rauseo        | Atriz. Seu principal trabalho na televisão foi na série Turma da Mônica - A Série                         | [carece de fontes?] |
| 24 de setembro | Pietra Quintela     | Atriz e modelo. Trabalhos notáveis incluem As Aventuras de Poliana e Poliana Moça                         | [carece de fontes?] |
| 25 de setembro | Rafael Sun          | Ator. Trabalhos notáveis incluem Os Dez Mandamentos, Novo Mundo, Órfãos da Terra e Gênesis                | [carece de fontes?] |

## Mortes
| Data           | Nome              | Idade        | Notas | Ref.   |
| -------------- | ----------------- | ------------ | --- | ------ |
| 17 de abril    | Nair Bello        | 75 (n. 1931) | Atriz, humorista e radialista. Trabalhos notáveis incluem Feijão Maravilha, Bronco, A Escolinha do Golias, Romeu e Julieta, Perigosas Peruas, O Mapa da Mina, A Viagem, Você Decide, Malhação, Vira Lata, Era Uma Vez..., Zorra Total, Uga Uga, O Quinto dos Infernos, Kubanacan e Bang Bang | [ 16 ] |
| 12 de outubro  | Paulo Autran      | 85 (n. 1922) | Ator. Trabalhos notáveis incluem Gabriela, Cravo e Canela, Pai Herói, Os Imigrantes, Guerra dos Sexos, Sassaricando, Brasileiras e Brasileiros, Hilda Furacão, Você Decide e Um Só Coração                                                                                                   | [ 17 ] |
| 21 de dezembro | Norton Nascimento | 45 (n. 1962) | Ator. Trabalhos notáveis incluem Os Imigrantes, Sinhá Moça, De Corpo e Alma, Agosto, Fera Ferida, A Próxima Vítima, O Fim do Mundo, Malhação, Chiquinha Gonzaga, Mulher, Aquarela do Brasil, As Filhas da Mãe, A Padroeira, Papai Noel Existe e Maria Esperança                              | [ 18 ] |